# James Clancy Phelan
 (mars 2024).
Si vous disposez d'ouvrages ou d'articles de référence ou si vous connaissez des sites web de qualité traitant du thème abordé ici, merci de compléter l'article en donnant les références utiles à sa vérifiabilité et en les liant à la section « Notes et références ».
 (mars 2020).
James Clancy Phelan, aussi connu sous le nom de James Phelan, né le 21 mai 1979 à Melbourne en Australie, est un écrivain australien de thrillers et de romans pour jeunes adultes, dont Fox Hunt, The Last 13 series for teens, et les thrillers Jed Walker et Lachlan Fox. Il a également écrit des nouvelles et le livre non-fiction Literati.

## Biographie
Phelan est né à Melbourne, Victoria, Australie. Il a été initié très tôt au monde du livre. En 1995, à l'âge de quinze ans, il commence à écrire son premier roman, Fox Hunt. Après avoir fréquenté Eltham High School et Wonthaggi Secondary College, Phelan a étudié l'architecture et la littérature anglaise, obtenant un Master of Arts in Writing du RMIT tout en travaillant pour le journal The Age. En 2015, il a obtenu un doctorat en fiction pour jeunes adultes de l'Université de technologie de Swinburne.
En 2006, Phelan a été sélectionné comme l'un des plus éligibles Bac Cleo 50.
Le premier livre publié par Phelan fut l'ouvrage non romanesque Literati de 2005. Sa nouvelle, Soliloquy for One Dead, est parue dans l'édition 2006 de Griffith Review: The Next Big Thing. Son premier roman publié était Fox Hunt. Son premier livre, Literati: Australian Contemporary Literary Figures Discuss Fear, Frustrations and Fame, a été publié par John Wiley & Sons en 2005. Il documente une série d'entretiens dans lesquels Phelan a posé des questions à un large éventail de personnages littéraires en Australie, dont Matthew Reilly, Tara Moss, John Marsden, John Birmingham et Peter Craven.
Fox Hunt, le premier livre de fiction de Phelan, a été publié par Hachette en août 2006. L'histoire se situe comme un pont entre les séquelles de la guerre froide et la guerre contre le terrorisme, Lachlan et son meilleur ami étant jetés à leur insu dans une guerre qui traverse le temps. Patriot Act, le deuxième épisode des aventures de Lachlan Fox, a été publié en août 2007. Situé principalement à New York, Washington DC et en France, il raconte l'histoire de Fox enquêtant sur une série de meurtres en Europe liés à une prochaine pirater des ordinateurs NSA. Le troisième roman de Lachlan Fox, Blood Oil, a été publié en août 2008 et se déroule au Nigéria, aux États-Unis et au Royaume-Uni. Le quatrième roman de Lachlan Fox, Liquid Gold, a été publié en août 2009 et se déroule aux États-Unis, au Pakistan et en Inde. C'est au cours de ces premières années en tant que romancier que James a terminé son doctorat en littérature pour jeunes adultes, qui a conduit à sa prochaine aventure créative.
Phelan a écrit une série de romans pour jeunes adultes post-apocalyptiques appelés la trilogie Alone, composée des romans Chasers, Survivor et Quarantine et qui met en vedette Jesse, 16 ans, et ses trois amis proches, qui s'échappent d'un métro écrasé pour trouver New York City en ruine après une attaque.
En septembre 2011, Phelan a publié une nouvelle de Lachlan Fox intitulée Trust. Il est sorti via Get Reading. Phelan a sélectionné deux livres sur la liste Get Reading de 50 livres que vous ne pouvez pas mettre de côté : Fox Hunt et Alone: Chasers. Le thriller 2013 The Spy a commencé la série de Phelan avec Jed Walker, un agent du renseignement. Il a également commencé une série de 13 livres de romans pour jeunes adultes sur une série d'adolescents aventureux, qui sont destinés à sauver le monde d'un être maléfique, Solaris. Il affirme que ce dernier est un mélange de The Famous Five et Indiana Jones, intitulé The Last Thirteen et qu'il est sous contrat avec Scholastic Publishers pour une publication mensuelle de décembre 2013 à décembre 2014. Scholastic a renouvelé la série, le premier livre intitulé X, pour publication en 2017.
Depuis 2013, il sort chaque année un thriller à suspense Jed Walker, et l'auteur de thrillers le plus vendu au monde, Lee Child, a déclaré : « Jed Walker est juste là dans le rétroviseur de Reacher »[réf. nécessaire]. The Spy traitait des dangers de l'externalisation des espions privés par Edward Snowden, The Hunted visait à trouver des ADM en Irak, Kill Switch concernait les plans d'urgence du gouvernement pour fermer Internet en cas de catastrophe, et Dark Heart les refuges et les frontières. James a révélé qu'il avait signé pour faire une sortie mondiale du livre 5 de Jed Walker, qui sera une préquelle remontant à l'époque où Walker entrait pour la première fois dans la CIA.
En 2016, Phelan a commencé à enseigner la fiction de première année à l'Université de technologie de Swinburne.